# 29687 Mohdreza
29687 Mohdreza è un asteroide della fascia principale. Scoperto nel 1998, presenta un'orbita caratterizzata da un semiasse maggiore pari a 2,3410885 UA e da un'eccentricità di 0,1555620, inclinata di 6,10472° rispetto all'eclittica.